# Oscar Pozzi
Oscar Pozzi, nacido el 27 de diciembre de 1971 en Lecco, es un ciclista italiano, que fue profesional de 1997 a 2004.

## Palmarés
1996
- Gran Premio Industria y Commercio Artigianato Carnaghese
- 1 etapa del Giro de los Abruzzos

## Resultados en las grandes vueltas
| Carrera         | 1997 | 1998  | 1999 | 2000 | 2001 | 2002 | 2003 | 2004 |
| --------------- | ---- | ----- | ---- | ---- | ---- | ---- | ---- | ---- |
| Giro de Italia  | -    | -     | 49.º | 61.º | -    | -    | 75.º | 72.º |
| Tour de Francia | -    | 114.º | -    | -    | Ab.  | Ab.  | -    | -    |
| Vuelta a España | -    | -     | 73.º | -    | -    | -    | -    | -    |
| Mundial en Ruta | -    | -     | -    | -    | -    | -    | -    | -    |

-: no participa

Ab.: abandono

F.c.: descalificado por "fuera de control"